# 舊克拉斯尼揚卡
舊克拉斯尼揚卡（羅馬化：Stara Krasnianka）是乌克兰東部村庄，位于盧甘斯克州北顿涅茨克区克雷明纳市镇内。人口882人。

## 歷史

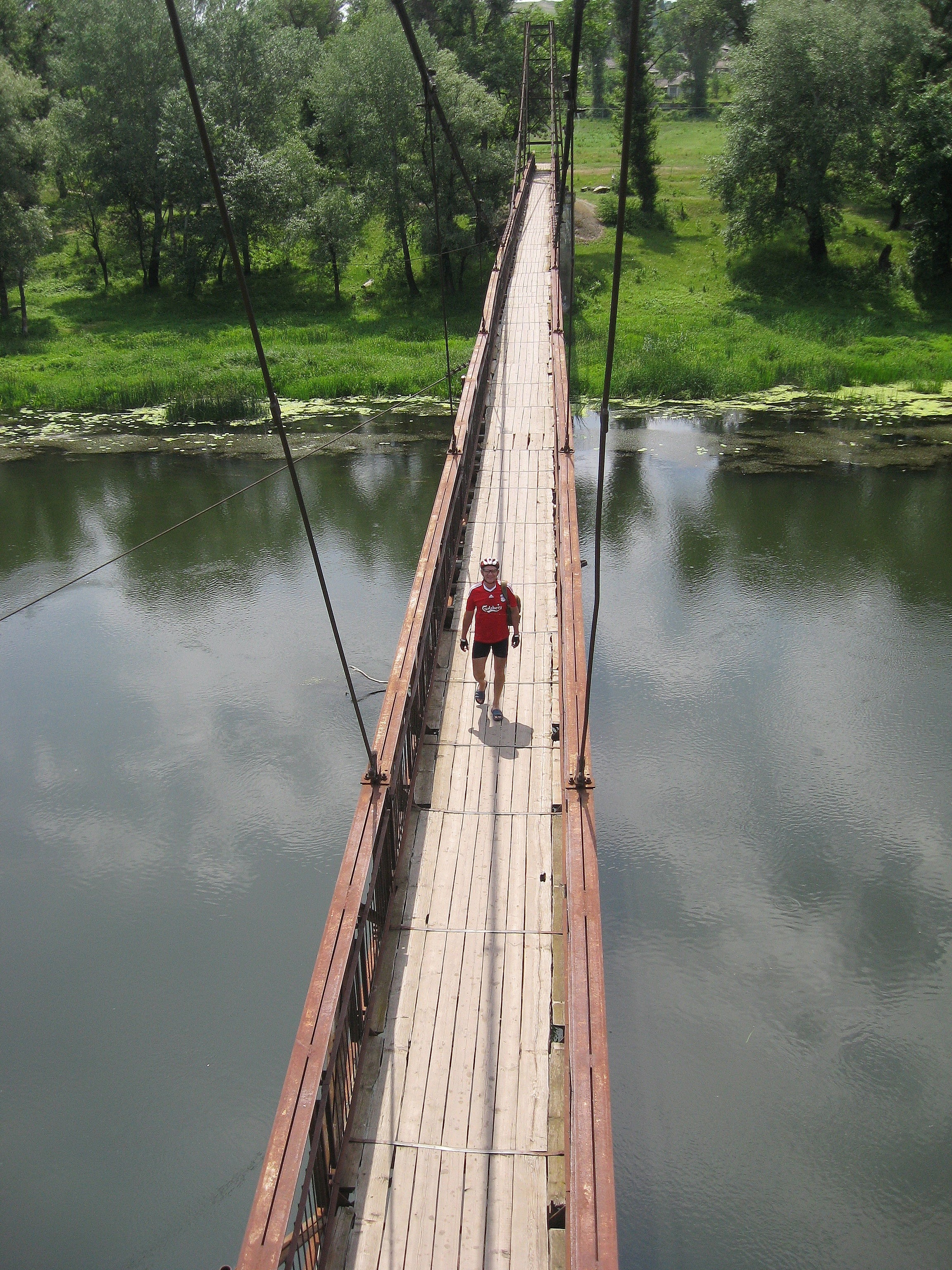
鏈接與該村隔河相望城市普里維利亞之间的桥梁

2022前半年被俄羅斯占領。同年12月27日，乌克兰武装部队逼近旧克拉斯尼扬卡，與俄軍发生战斗。
据2001年烏克蘭人口普查，該村人口母語為：
| 语言     | 人數 | 百分比 |
| -------- | ---- | ------ |
| 俄语     | 514  | 58.28% |
| 乌克兰语 | 368  | 41.72% |
| 總共     | 882  | 100%   |

## 外部鏈接
- Погода в селі Стара Краснянка （页面存档备份，存于） [舊克拉斯尼揚卡村天氣]